# Landolfshausen
Landolfshausen es un municipio situado en el distrito de Gotinga, en el estado federado de Baja Sajonia (Alemania), a una altitud de 200 metros. Su población a finales de 2016 era de unos 1000 habitantes y su densidad poblacional, 64 hab/km².
Se encuentra ubicado a poca distancia al norte de la frontera con el estado de Turingia.